# Arbeitskreis für technische und betriebliche Fragen der Nummerierung und der Netzzusammenschaltung
Der Arbeitskreis für technische und betriebliche Fragen der Nummerierung und der Netzzusammenschaltung (AKNN) ist ein Branchengremium von Telekommunikationsunternehmen in Deutschland.

## Geschichte und Zusammensetzung
Der AKNN trat 1997 vor dem Hintergrund der  Liberalisierung des deutschen Telekommunikationsmarktes erstmals zusammen.
Stimmberechtigte Mitglieder im AKNN sind Betreiber öffentlicher Telekommunikationsnetze. Darüber hinaus sind auch Hersteller von Hard- und Software für die Telekommunikationsbranche und die Bundesnetzagentur im AKNN vertreten.

## Zweck und Arbeitsweise
Der AKNN erarbeitet und verabschiedet anbieter- und herstellerübergreifende Spezifikationen für den deutschen Telekommunikationsmarkt. Einen Schwerpunkt bilden hierbei der Betrieb und die Vorgänge im Festnetz, bei denen ein abgestimmtes Handeln der Unternehmen notwendig ist. Die Mitglieder bilden Unterarbeitskreise für die jeweiligen Fachthemen.
Zu den vom Arbeitskreis behandelten Themen gehören:
- Abläufe für den Anbieterwechsel und die Rufnummernmitnahme im Festnetz
- Austausch von Portierungsdaten[4]
- Zugang zur Teilnehmeranschlussleitung
- Zusammensetzung und Signalisierung
- Abrechnung zwischen Netz- und Mehrwertdiensteanbietern